# Za Swobodu!
"Za Swobodu!" (ros. "За Свободу!", dosł. "Za Wolność!") - emigracyjne pismo rosyjskie w Polsce w latach 20. i na pocz. lat 30. XX wieku
17 lipca 1920 r. w Warszawie wyszedł pierwszy numer gazety "Swoboda". Na czele redakcji stanął Fiodor I. Rodiczow. Ukazywała się ona każdego dnia. Mottem było hasło: Za Rodinu i Swobodu! (Za Ojczyznę i Wolność!). Na pocz. listopada 1921 r. przemianowano ją na "Za Swobodu!". Funkcję redaktora naczelnego objął Władimir A. Złobin. Kolejnymi redaktorami byli W. N. Rymer, I. I. Maciejewski, A. N. Dombrowski i J. S. Szewczenko. Faktycznie gazetą kierowali A. I. Gzowski (1920 r.), potem Walentin W. Portugałow (do 1923 r.), a następnie Dmitrij W. Fiłosofow. Autorami artykułów byli m.in. Borys W. Sawinkow, Dmitrij S. Miereżkowski, Zinaida N. Gippius, Aleksandr A. Dikhof-Derental, Alfred L. Bem, Wasilij W. Zienkowski, Aleksandr W. Amfitieatrow, Michaił P. Arcybaszew, Leon Kozłowski. Początkowo pismo było związane z Rosyjskim Komitetem Politycznym. Fundusze na działalność redakcja otrzymywała od polskich władz, co zakończyło się w 1923 r. Postawiło to pismo na skraj bankructwa. W latach 1926–1931 współpracowało ono z pismem paryskim "Bor'ba za Rossiju" ("Walka o Rosję"). Ostatni numer wyszedł 5 kwietnia 1932 r. Na miejsce dziennika "Za Swobodu!" pojawiło się ilustrowana gazeta "Wiest'".